# Himalayan Trust
Himalayan Trust est une organisation humanitaire internationale à but non lucratif créée dans les années 1960 par le néo-zélandais Edmund Hillary. Ce dernier dirige la société de gestion jusqu'à sa mort en 2008.
Himalayan Trust a pour objectif d'améliorer la santé, l'éducation et le bien-être général des habitants du district de Solukhumbu au Népal.
L'association a son siège en Nouvelle-Zélande.